# جيم آموس
جيم آموس (بالإنجليزية: Jim Amos)‏ هو لاعب دوري الرغبي نيوزلندي، ولد في 1907 في Cust, New Zealand ‏ في نيوزيلندا، وتوفي في 31 أغسطس 1981 في Paraparaumu ‏ في نيوزيلندا.